# Новичев, Арон Давыдович
Арон Давыдович Новичев (Рабинович) (14 [27] апреля 1902, Терновка, Подольская губерния — 29 сентября 1987) — советский экономист и историк, тюрколог, доктор исторических наук (1961) и кандидат экономических наук (1935), профессор (1962) кафедры истории стран Ближнего и Среднего Востока восточного факультета Ленинградского государственного университета, сотрудник Института востоковедения АН СССР. Специалист по экономической истории Османской империи в новое и новейшее время, автор четырёхтомного труда «История Турции» (1963—1978). Жертва сталинских репрессий, участник Второй мировой войны.

## Биография
Родился 14 (27) апреля 1902 года в местечке Терновка Гайсинского уезда Подольской губернии (ныне село в Гайсинском районе Винницкой области Украины), фамилия при рождении — Рабинович. Участвовал в гражданской войне в России.
В 1925 году окончил экономическое отделение факультета общественных наук Ленинградского государственного университета (ЛГУ). В 1926 году окончил турецкий отдел Ленинградского института живых восточных языков (ЛИЖВЯ, позднее Ленинградский восточный институт, ЛВИ).
В 1928 году зачислен в аспирантуру ЛИЖВЯ/ЛВИ, специализировался на экономике Турции. В сентябре 1928 — апреле 1929 года ездил в командировку в Турцию. Перешёл в аспирантуру Академии наук СССР, которую закончил в 1932 году. В 1935 году в связи с публикацией книги «Экономика Турции в период мировой войны» получил учёную степень кандидата экономических наук без защиты диссертации.
В 1929—1938 годах преподавал в ЛВИ, также являлся проректором по учебной части и деканом факультета внешней торговли. В 1932—1941 годах параллельно работал в Институте востоковедения АН СССР, где являлся учёным секретарём Турецкого кабинета, Комиссии содействия научным связям с Турцией и Ассоциации тюркологов. В 1935 году получил учёное звание доцента.
С 1931 года являлся кандидатом в члены ВКП(б). В 1936 году был исключен из ВКП(б) по обвинению в «притуплении классовой бдительности», поскольку «не сообщил в парторганизацию о пребывании в оппозиции одной студентки», а также за «связи с врагами народа». В 1937 году был выслан из Ленинграда в Казахскую ССР, где преподавал в сельских школах в Алма-Атинской и Западно-Казахстанской областях.
В 1939—1940 годах вернулся в Ленинград. В 1941 году после вторжения Германии в СССР ушёл добровольцем на фронт. Воевал в составе Северо-Кавказского фронта и 1-го Украинского фронта, участвовал в боях от Кавказа и до Германии и Чехословакии. В 1948 году демобилизовался.
В 1948—1950 годах вновь работал в Институте востоковедения АН СССР, являлся научным сотрудником, с 1949 года — старшим научным сотрудником, был сокращён в связи с переводом института в Москву. После увольнения некоторое время работал в Дагестане.
В 1948—1982 годах (с перерывами) преподавал на восточном факультете ЛГУ, являлся профессором кафедры истории стран Ближнего и Среднего Востока.
В 1961 году получил учёную степень доктора исторических наук — по одним сведениям по диссертации «История рабочего класса Турции», по другим — по монографии. В 1962 году получил учёное звание профессора.
Умер 29 сентября 1987 года.

## Научная деятельность
Область научных исследований — экономика и история Османской империи в новое и новейшее время.
Автор около 100 работ. Основная работа — четырёхтомный труд «История Турции» (1963, 1968, 1973 и 1978), описывающий период от XI века до 1875 года и совмещающий монографию и учебник для студентов-востоковедов и историков. Российский историк Ю. А. Петросян называет этот труд «одним из самых значительных достижений российской османистики» 1960-х — 1970-х годов и считает, что в нём Новичев «опирался на все достижения мировой и российской османистики», из-за чего «эта книга сохраняет своё научное значение и служит отличным учебным пособием».

## Награды
- Орден Отечественной войны
- Орден Красной Звезды
- Медаль «За боевые заслуги»
- Медаль «За освобождение Праги»
- Медаль «За взятие Берлина»
- Медаль «За победу над Германией»
- Премия Ленинградского государственного университета (1974)[2]